# Malaxis insperata
Malaxis insperata är en orkidéart som beskrevs av Robert Louis Dressler. Malaxis insperata ingår i släktet knottblomstersläktet, och familjen orkidéer.
Artens utbredningsområde är Nicaragua. Inga underarter finns listade i Catalogue of Life.